# Sredska (Prizren)
Pour les articles homonymes, voir Sredska.
Sredska en serbe latin et Sredskë en albanais (en serbe cyrillique : Средска) est une localité du Kosovo située dans la commune/municipalité de Prizren/Prizren et dans le district de Prizren/Prizren. Selon le recensement kosovar de 2011, elle compte 69 habitants.

## Histoire
Sur le territoire du village se trouvent plusieurs édifices religieux relevant de l'Église orthodoxe de Serbie. L'église de la Mère-de-Dieu, construite en 1646-1647 et qui abrite des fresques, est inscrite sur la liste des monuments culturels d'importance exceptionnelle de la république de Serbie. L'église Saint-Georges, construite en 1530, est elle aussi classée. L'église Saint-Nicolas a été construite et décorée de fresques en 1875 ; elle est inscrite sur la liste des monuments culturels de l'Académie serbe des sciences et des arts et sur celle des monuments culturels du Kosovo.

## Démographie

### Évolution historique de la population dans la localité
| 1948  | 1953  | 1961 | 1971 | 1981 | 1991 | 2011 |
| ----- | ----- | ---- | ---- | ---- | ---- | ---- |
| 1 067 | 1 108 | 955  | 676  | 453  | 206  | 69   |

|  |

### Répartition de la population par nationalités (2011)
En 2011, les Serbes représentaient 84,06 % de la population et les Albanais 13,04 %.

## Personnalités
- Vuk Isakovič (1694—1759), soldat serbe qui a inspiré à Miloš Crnjanski le personnage principal de son roman Migrations ;
- Trifun Isakovič, soldat serbe ;
- Čolak Anta Simeonović, voïvode du premier soulèvement serbe ;
- Petko Radivojević, consul russe à Sofia ;
- Marija Jakšić (née en 1978), actrice.